# Сосна скрученная
Сосна́ скру́ченная широкохво́йная (лат. Pinus contorta) — растение, кустарник или дерево рода сосна семейства сосновых. В естественных условиях растёт в западных районах Северной Америки.

## Ботаническое описание
Кустарник или дерево до 50 м высотой. Ствол прямой либо изогнутый, толщина до 90 см. Крона у разных экземпляров различна в зависимости от генетического происхождения; нижние ветви часто опущены, верхние раскидисты либо приподняты. Кора серо-, красно- либо просто коричневая, с пластинчатой или бороздчатой структурой, толщина варьирует между популяциями или внутри популяции. Ветки тонкие, многомутовчатые (мутовчатое листорасположение — листорасположение, при котором в узле стебля развиваются три и более листьев), шершавые, оранжевые или красно-коричневые, с возрастом становятся коричневыми.
Хвоинки собраны по две в пучок, раскидистые или направлены вверх, жёсткие, тёмно-зелёные, сохраняются 3-8 лет, длиной 2-8 см, толщиной 0,7-2 (-3) мм., искривлённые, по бокам хорошо видны белые устьичные линии; края мелкозубчатые; окончания от тупых до острых; обвёртка 0,3-0,6(-1) см, имеет постоянную основу. Почки узко либо широкояйцевидные, тёмно-красно-коричневые, до 1,2 см, слегка смолистые.
Мужские шишки эллипсоидные либо цилиндрические, 5-15 см длиной, оранжево-красные. Женские шишки асимметричны, конусообразные или яйцевидные перед раскрытием, широкояйцевидные или шаровидные после раскрытия, (2-)3-6(-7,5) см длины, желтовато-коричневые или бледно-красно-коричневые, блестящие, почти бесчерешковые либо на короткой ножке 2-3 мм, созревают через 16-20 месяцев, поздноцветущие (долго остаются закрытыми), обычно расположены пучками. Апофизы почти ромбовидные, по-разному удлинённые, с перекрёстными килями, часто усеяны бугорками по направлению к внешней стороне; выступ расположен в центре, вогнуто-треугольный; шипы слегка растянуты либо приплющены, до 6 мм. Семена сдавленные, яйцеобразные, до 5 мм, чёрные (бесплодные семена часто слегка покрыты беловатыми либо красно-коричневыми крапинками); крыло 10-14 мм.

## Распространение
Занимает большие площади на западе Северной Америки вдоль побережья Тихого океана от Аляски до Мексики и в Скалистых горах до высоты 3 500 м над уровнем моря, низкорослая форма приурочена к болотам, песчаным дюнам, низким берегам озёр, континентальные популяции встречаются в различных условиях произрастания, но лучшей продуктивности достигают на глубоких, хорошо дренированных почвах, на которых сосна скрученная растет вместе с другими видами сосны, пихты, псевдотсугой.
Растёт на высоте до 3 500 м над уровнем моря.
Различают 3 подвида, один из которых с двумя вариациями:
- Pinus contorta subsp. contorta — Побережье Тихого океана, от юга Аляски до Калифорнии
  - Pinus contorta subsp. contorta var. contorta — Побережье Тихого океана, от Аляски до северо-запада Калифорнии
  - Pinus contorta subsp. contorta var. bolanderi — Калифорния
- Pinus contorta subsp. murrayana — Каскадные горы, Сьерра-Невада, юж. Вашингтон до сев. мексиканского штата Нижняя Калифорния Северная
- Pinus contorta subsp. latifolia — Скалистые горы, от реки Юкон до реки Колорадо

## Шишки и семена
Шишки у древесной и береговой сосны начинают образовываться, когда деревьям исполняется около десяти лет . Шишки имеют длину 3-7 см (1-3 дюйма), с колючками на чешуйках.
Многие популяции подвида Скалистых гор , P. contorta subsp. latifolia , имеют серотиновые шишки. Это означает, что шишки закрыты и должны подвергаться воздействию высоких температур, например, при лесных пожарах, чтобы раскрыться и выпустить семена. Данный факт упомянут в сериале «Пространство» (3 сезон, 1 серия), но сюжетного развития данное упоминание не получило. Изменение уровня серотина коррелирует с лесными пожарами и нападениями горных сосновых жуков . Шишки прибрежного тихоокеанского подвида P. contorta subsp. contorta , как правило, несеротиновые, и подвиды внутреннего Тихого океана, P. contorta subsp. муррайана , совершенно не серотиновые.

## Галерея

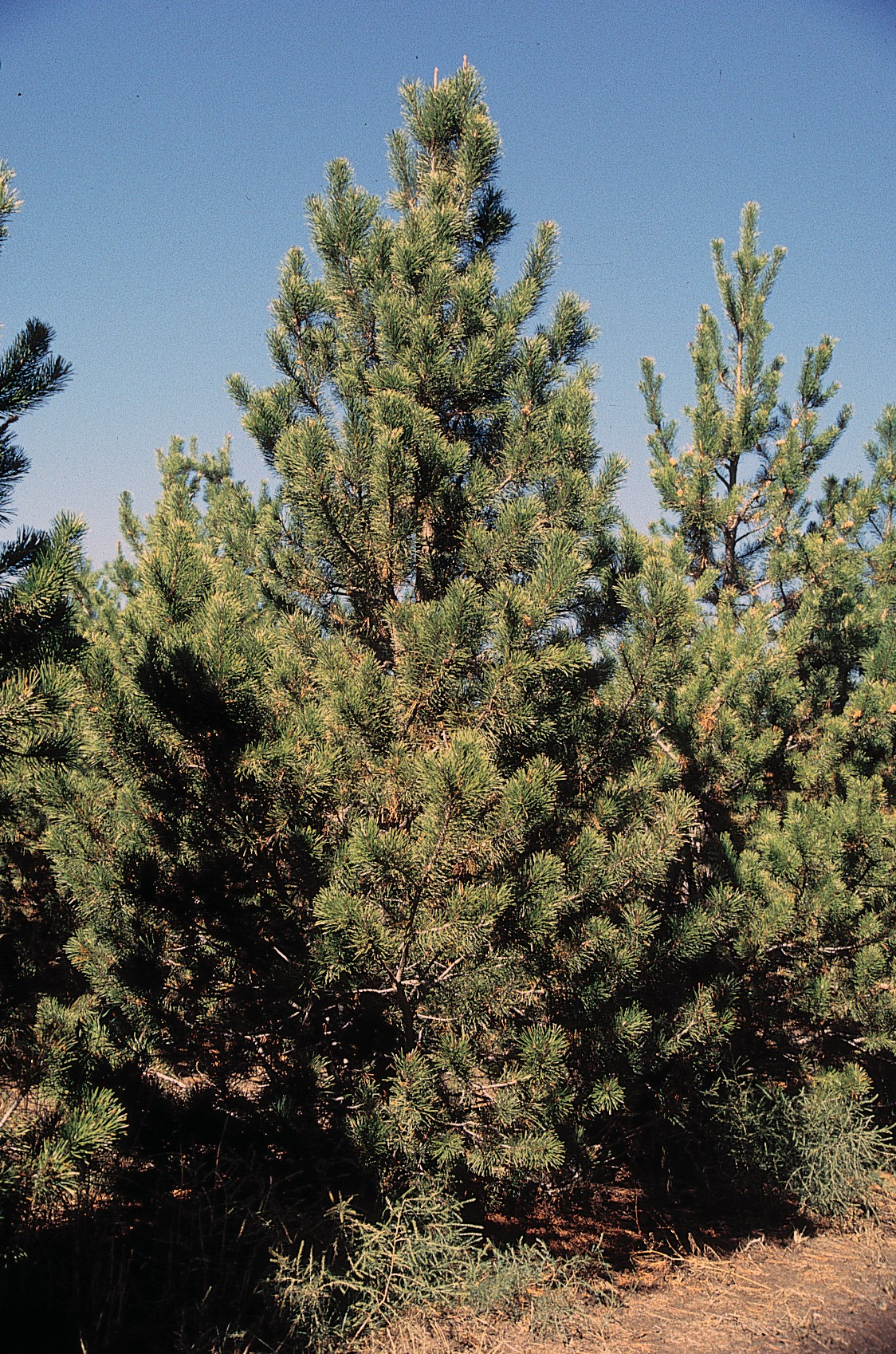
Pinus contorta latifolia
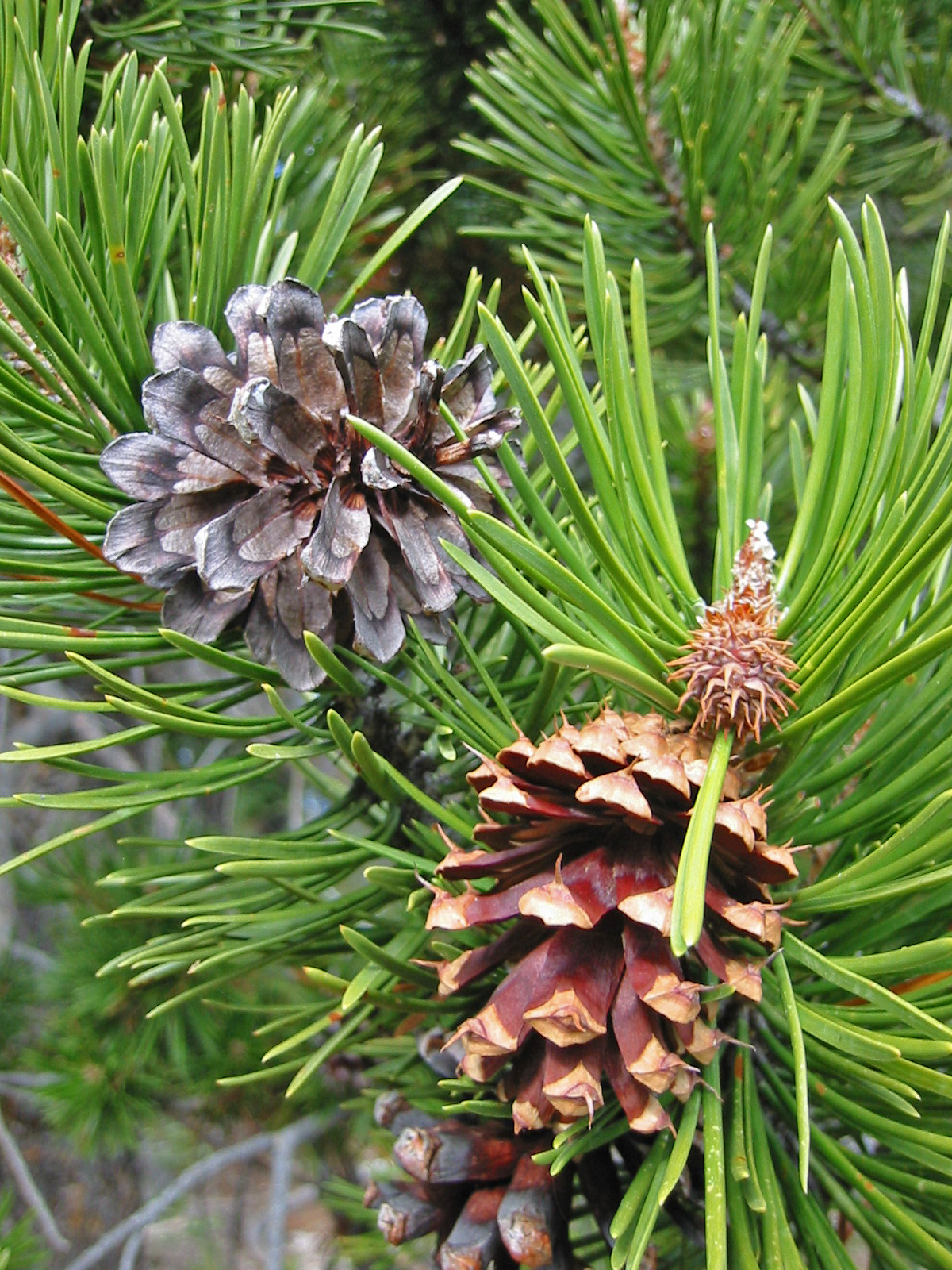
Шишка

## В культуре
Зоны морозостойкости: от 5a до более тёплых. В отдельные годы в условиях Московской области растения могут подмерзать. Требовательна к чистоте воздуха.